# Liste der Baudenkmäler in Bergkirchen

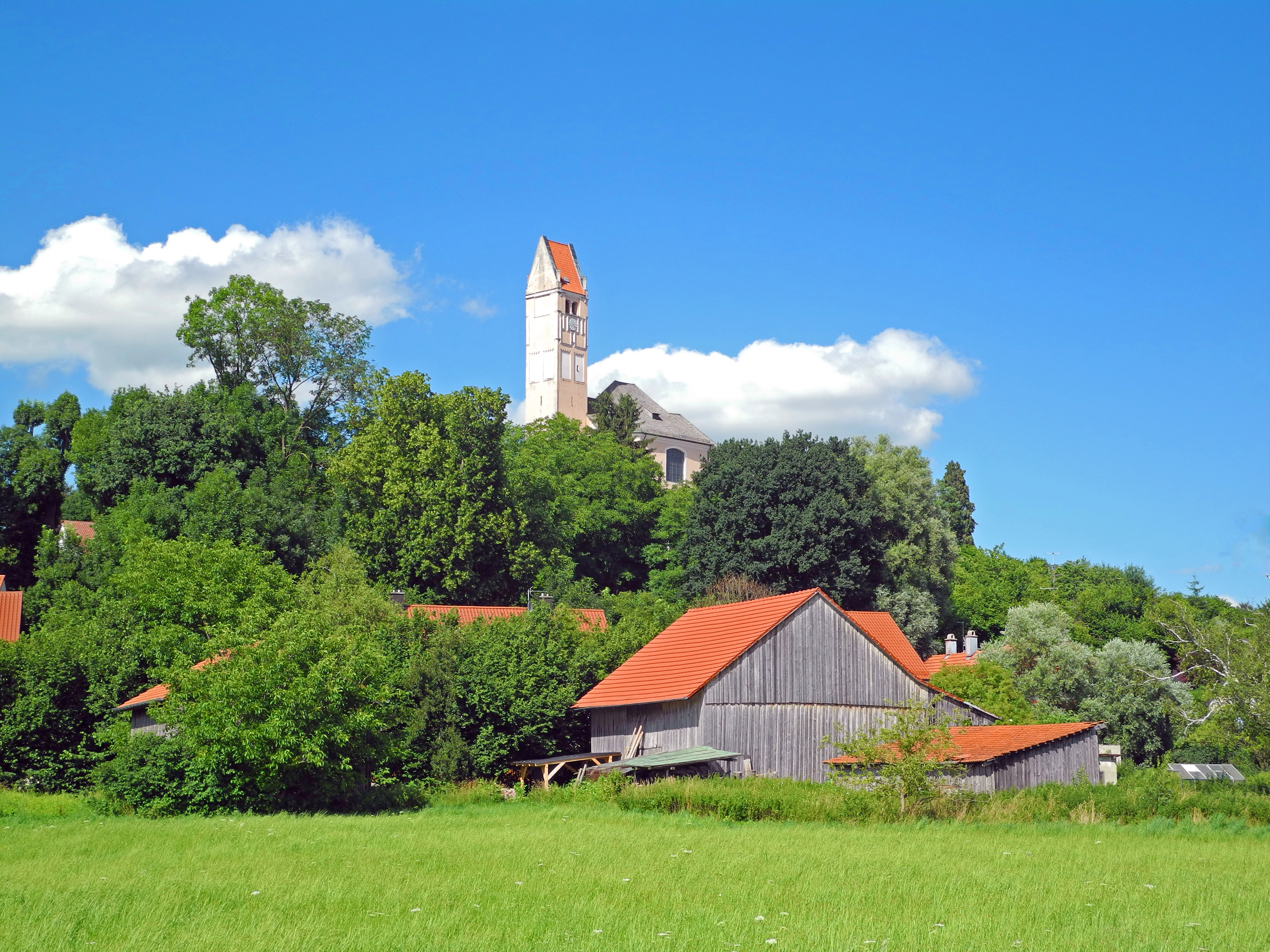
Blick auf Bergkirchen

Auf dieser Seite sind die Baudenkmäler in der oberbayerischen Gemeinde Bergkirchen zusammengestellt. Diese Tabelle ist eine Teilliste der Liste der Baudenkmäler in Bayern. Grundlage ist die Bayerische Denkmalliste, die auf Basis des Bayerischen Denkmalschutzgesetzes vom 1. Oktober 1973 erstmals erstellt wurde und seither durch das Bayerische Landesamt für Denkmalpflege geführt wird. Die folgenden Angaben ersetzen nicht die rechtsverbindliche Auskunft der Denkmalschutzbehörde.

## Baudenkmäler nach Ortsteilen

### Bergkirchen
| Lage                                     | Objekt                                          | Beschreibung | Akten-Nr.             | Bild           |
| ---------------------------------------- | ----------------------------------------------- | --- | --------------------- | -------------- |
| Johann-Michael-Fischer-Straße (Standort) | Katholische Pfarrkirche St. Johannes der Täufer | oktogonaler Zentralbau mit eingezogenem, querovalem Chor und Satteldachturm im Westen, Turm spätgotisch, sonst Neubau 1731 nach Plänen von Johann Michael Fischer; mit Ausstattung | D-1-74-113-1 Wikidata | weitere Bilder |

### Breitenau
| Lage                    | Objekt                                    | Beschreibung | Akten-Nr.             | Bild           |
| ----------------------- | ----------------------------------------- | --- | --------------------- | -------------- |
| In Breitenau (Standort) | Katholische Filialkirche St. Bartholomäus | einschiffig mit wenig eingezogenem Rechteckchor und Satteldachturm an der Ostseite, Chor (ehemals Langhaus) und ehemaliger Chorturm 1504, Langhaus 1712; mit Ausstattung | D-1-74-113-4 Wikidata | weitere Bilder |

### Deutenhausen
| Lage                       | Objekt                                | Beschreibung | Akten-Nr.              | Bild           |
| -------------------------- | ------------------------------------- | --- | ---------------------- | -------------- |
| Blumenstraße 18 (Standort) | Gasthaus                              | zweigeschossiger Satteldachbau, 1790 errichtet, 1930 und 1948 durch Anbauten erweitert; zugehöriger Stallstadel mit Putzgliederung, bezeichnet mit 1893, westlicher Teil 1948 verändert | D-1-74-113-39 Wikidata | weitere Bilder |
| Kirchweg 3 (Standort)      | Katholische Filialkirche St. Nikolaus | einschiffig mit eingezogenem, fünfseitig geschlossenem Chor, Westturm mit Oktogon und Zwiebelhaube, Chor und Turmunterbau spätgotisch, Langhaus 1792; mit Ausstattung                   | D-1-74-113-6 Wikidata  | weitere Bilder |

### Eisolzried
| Lage                      | Objekt                   | Beschreibung                                                                        | Akten-Nr.             | Bild                     |
| ------------------------- | ------------------------ | ----------------------------------------------------------------------------------- | --------------------- | ------------------------ |
| Kreisstraße 28 (Standort) | Wohnhaus eines Gutshofes | erdgeschossig mit zwei Erkern, Zwerchhaus und Satteldach, 2. Hälfte 18. Jahrhundert | D-1-74-113-7 Wikidata | Wohnhaus eines Gutshofes |

### Feldgeding
| Lage                         | Objekt                                  | Beschreibung | Akten-Nr.              | Bild           |
| ---------------------------- | --------------------------------------- | --- | ---------------------- | -------------- |
| Dachauer Straße 7 (Standort) | Taubenkobel                             | Taubenhaus im Hof, 19./20. Jahrhundert | D-1-74-113-11 Wikidata | weitere Bilder |
| Kirchenstraße 8 (Standort)   | Katholische Filialkirche St. Augustinus | Saalbau mit nicht eingezogenem, dreiseitig geschlossenem Chor und Satteldachturm im nördlichen Winkel, Chor und Turm spätgotisch (1477?), Langhaus 1561, 1671 ff. verändert; mit Ausstattung; zugehörig Friedhofsmauer, 17./18. Jahrhundert | D-1-74-113-8 Wikidata  | weitere Bilder |

### Günding
| Lage                            | Objekt                             | Beschreibung | Akten-Nr.              | Bild           |
| ------------------------------- | ---------------------------------- | --- | ---------------------- | -------------- |
| Sankt-Vitus-Straße 8 (Standort) | Katholische Filialkirche St. Vitus | lisenengegliederter Saalbau mit stark eingezogenem Chor, frühgotische Chorturmanlage um 1300, barockisiert 1696 und Ende des 19. Jahrhunderts nach Westen verlängert; mit Ausstattung; Friedhofsmauer, 17./18. Jahrhundert; Kriegergedächtniskapelle, Ende 19. Jahrhundert; mit Ausstattung | D-1-74-113-12 Wikidata | weitere Bilder |

### Kienaden
| Lage                                                      | Objekt     | Beschreibung                                                               | Akten-Nr.              | Bild           |
| --------------------------------------------------------- | ---------- | -------------------------------------------------------------------------- | ---------------------- | -------------- |
| Flur Kienaden; In der Flur Kinaden; Kienaden 1 (Standort) | Hofkapelle | einschiffig mit eingezogenem, halbrundem Schluss und Giebelreiter, um 1720 | D-1-74-113-15 Wikidata | weitere Bilder |

### Kreuzholzhausen
| Lage                      | Objekt                                            | Beschreibung | Akten-Nr.              | Bild                  |
| ------------------------- | ------------------------------------------------- | --- | ---------------------- | --------------------- |
| Am Kirchberg 2 (Standort) | Pfarrhaus                                         | mit Satteldach und Eckerker, 1912 | D-1-74-113-17 Wikidata | weitere Bilder        |
| Am Kirchberg 7 (Standort) | Katholische Pfarr- und Wallfahrtskirche Hl. Kreuz | einschiffig mit eingezogenem, dreiseitig geschlossenem Chor und Satteldachturm mit Giebelaufsätzen im nördlichen Winkel, westlich anschließend Bruderschaftskapelle, südlich zweigeschossige Sakristei, im Kern spätgotisch, 1662 erneuert und verlängert, 1663 Kapelle angebaut, 1665 Turm erhöht, 1723 erweitert, Verlängerung und Sakristeianbau barock; mit Ausstattung | D-1-74-113-16 Wikidata | weitere Bilder        |
| Grottenweg (Standort)     | Kapelle mit Lourdesgrotte                         | wohl Anfang. 20. Jahrhundert | D-1-74-113-18 Wikidata | weitere Bilder        |
| Lindenstraße (Standort)   | Bildstock mit Laterne                             | Ende 17. Jahrhundert, an der Kreuzung Lindenstraße/Ortsstraße | D-1-74-113-19 Wikidata | Bildstock mit Laterne |

### Lauterbach
| Lage                       | Objekt                               | Beschreibung | Akten-Nr.              | Bild           |
| -------------------------- | ------------------------------------ | --- | ---------------------- | -------------- |
| Am Kreuzweg (Standort)     | Kreuzweg-Stationshäuschen            | Kreuzweg, gemauert; am westlichen Weg zur Kirche mit einreihiger Eichenallee, 2. Hälfte 19. Jahrhundert | D-1-74-113-22 Wikidata | weitere Bilder |
| Am Kreuzweg 8 (Standort)   | Ehemals Schulhaus                    | zweigeschossiger Satteldachbau, um 1840; durch einen gotisierenden, gedeckten Gang mit der katholischen Pfarrkirche im Osten verbunden | D-1-74-113-38 Wikidata | weitere Bilder |
| Am Kreuzweg 8 (Standort)   | Katholische Marienkapelle            | Rechteckbau, Mitte 19. Jahrhundert; im Garten westlich der Kirche | D-1-74-113-23 Wikidata | weitere Bilder |
| Am Kreuzweg 10 (Standort)  | Katholische Filialkirche St. Jakobus | einschiffig mit nicht eingezogenem, dreiseitig geschlossenem Chor, im nördlichen Winkel mit Oktogon und Zwiebelhaube, Chor im Kern spätgotisch, Langhaus um 1670, Turm 1910; mit Ausstattung; südlich angebaut Grabkapelle der Grafen von Hundt, 1680; Ostzug der Friedhofsmauer, mit Pforte zum Schloss, wohl 17. Jahrhundert | D-1-74-113-20 Wikidata | weitere Bilder |
| Am Schloßberg 6 (Standort) | Schloss Lauterbach                   | dreigeschossige Zweiflügelanlage mit Treppenturm und Satteldächern, Hof mit abschließender Südmauer, von zwei Rundtürmen flankiert, wohl 1. Hälfte 13. Jahrhundert; Schlosskapelle Hl. Familie, lisenengegliederter Rechteckbau, 1666 und 1773 erneuert; mit Ausstattung; zugehörig nördliche Schlossmauer mit Tor; äußere Schlossmauer nach Süden und Osten, unverputzte Backsteinmauer mit Strebepfeilern des 17./18. Jahrhundert | D-1-74-113-21 Wikidata | weitere Bilder |

### Oberbachern
| Lage                     | Objekt                               | Beschreibung | Akten-Nr.              | Bild               |
| ------------------------ | ------------------------------------ | --- | ---------------------- | ------------------ |
| Dorfstraße (Standort)    | Katholische Filialkirche St. Jakobus | Saalbau mit eingezogenem, halbrund geschlossenem Chor, im nördlichen Winkel Turm mit Oktogon und Zwiebelhaube, 1722 ff. durch Gregor Glonner errichtet; mit Ausstattung | D-1-74-113-26 Wikidata | weitere Bilder     |
| Dorfstraße 34 (Standort) | Mörtelplastik St. Leonhard           | Am Wirtschaftsgebäude Mörtelplastik St. Leonhard, 2. Hälfte 19. Jahrhundert                                                                                             | D-1-74-113-27 Wikidata | weitere Bilder     |
| Dorfstraße 53 (Standort) | Dachauer Haustafel                   | bezeichnet mit dem Jahr 1848 (siehe auch: Dachauer Haustafel) | D-1-74-113-28 Wikidata | Dachauer Haustafel |

### Palsweis
| Lage                             | Objekt                             | Beschreibung                                                      | Akten-Nr.              | Bild           |
| -------------------------------- | ---------------------------------- | ----------------------------------------------------------------- | ---------------------- | -------------- |
| Fliederweg (Standort)            | Wegkapelle                         | rechteckig mit Vorhalle, Ende 19. Jahrhundert; mit Ausstattung    | D-1-74-113-31 Wikidata | weitere Bilder |
| Sankt-Urban-Straße 18 (Standort) | Katholische Filialkirche St. Urban | spätromanische Chorturmanlage, um 1693 verändert; mit Ausstattung | D-1-74-113-29 Wikidata | weitere Bilder |

### Unterbachern
| Lage                              | Objekt                              | Beschreibung | Akten-Nr.              | Bild               |
| --------------------------------- | ----------------------------------- | --- | ---------------------- | ------------------ |
| Bergstraße 1 a (Standort)         | Mörtelplastiken                     | Am Wirtschaftsgebäude Mörtelplastiken, 2. Hälfte 19. Jahrhundert | D-1-74-113-34 Wikidata | weitere Bilder     |
| Ludwig-Thoma-Straße (Standort)    | Katholische Filialkirche St. Martin | Saalbau mit eingezogenem Rechteckchor und nochmals eingezogener Apsis, Südturm mit Spitzhelm zwischen Dreiecksgiebeln, im Kern 17. Jahrhundert (um 1670?), mit dem Neubau der Apsis und des Turms 1898/99 umgestaltet; mit Ausstattung | D-1-74-113-33 Wikidata | weitere Bilder     |
| Ludwig-Thoma-Straße 39 (Standort) | Haustafel und Mörtelplastiken       | Haustafel über dem Eingang des Wohnhauses 1897; am zugehörigen Stallstadel fünf Mörtelplastiken, wohl gleichzeitig | D-1-74-113-35 Wikidata | weitere Bilder     |
| Ludwig-Thoma-Straße 41 (Standort) | Dachauer Haustafel                  | Mitte 19. Jahrhundert (siehe auch: Dachauer Haustafel) | D-1-74-113-36 Wikidata | Dachauer Haustafel |
| Ludwig-Thoma-Straße 48 (Standort) | Schulhaus                           | zweigeschossiger Massivbau mit Satteldach, Anton Mayr, 1876–78 | D-1-74-113-40          | BW                 |
| Ludwig-Thoma-Straße 56 (Standort) | Mörtelplastiken                     | Mörtelplastiken am Wirtschaftsgebäude, 2. Hälfte 19. Jahrhundert | D-1-74-113-37 Wikidata | Mörtelplastiken    |

## Ehemalige Baudenkmäler
In diesem Abschnitt sind Objekte aufgeführt, die früher einmal in der Denkmalliste eingetragen waren, jetzt aber nicht mehr. Objekte, die in anderem Zusammenhang – also z. B. als Teil eines Baudenkmals – weiter eingetragen sind, sollen hier nicht aufgeführt werden. Aktennummern in diesem Abschnitt sind ehemalige, jetzt nicht mehr gültige Aktennummern.

| Lage                                     | Objekt                | Beschreibung                    | Akten-Nr.              | Bild               |
| ---------------------------------------- | --------------------- | ------------------------------- | ---------------------- | ------------------ |
| Bergkirchen Bruckbergstraße 2 (Standort) | Dachauer Haustafel    | Mitte 19. Jahrhundert           | D-1-74-113-2           | Dachauer Haustafel |
| Breitenau Breitenau 4 (Standort)         | 2 Dachauer Haustafeln | 1851                            | D-1-74-113-5 Wikidata  | weitere Bilder     |
| Lauterbach Weiherstraße 6 (Standort)     | Dachauer Haustafel    | am Stall, Mitte 19. Jahrhundert | D-1-74-113-25 Wikidata | Dachauer Haustafel |

## Abgegangene Baudenkmäler
In diesem Abschnitt sind Objekte aufgeführt, die früher einmal in der Denkmalliste eingetragen waren, jetzt aber nicht mehr existieren, z. B. weil sie abgebrochen wurden. Aktennummern in diesem Abschnitt sind ehemalige, jetzt nicht mehr gültige Aktennummern.

| Lage                                    | Objekt             | Beschreibung | Akten-Nr.             | Bild |
| --------------------------------------- | ------------------ | --- | --------------------- | ---- |
| Bibereck Biberecker Straße 5 (Standort) | Dachauer Haustafel | Mitte 19. Jahrhundert. Die Tafel ist nicht mehr vorhanden; lediglich die Stelle neben dem Hauseingang ist noch sichtbar. Nach Aussagen der derzeitigen Bewohner wurde die Tafel bei Renovierungsarbeiten am Haus zerstört. | D-1-74-113-3 Wikidata | BW   |